# 小宮敏裕
小宮 敏裕（こみや としひろ、1952年5月8日 - ）は、日本の実業家、NPO法人エリースフットボールクラブ理事長、公益財団法人東京都サッカー協会評議員・財務委員、東京都社会人サッカー連盟運営委員。

## 人物・経歴
1952年5月8日生まれ。1975年立教大学経済学部卒業。大学では体育会サッカー部に所属。大学卒業後、1975年に立教高校（現:立教新座高校）サッカー部のOBたちが中心となって立ち上げたエリースフットボールクラブ（1970年設立）に加入。選手・スタッフとして活動後、監督を歴任。2006年NPO法人を立ち上げて理事長となる。
現在はNPO法人エリースフットボールクラブ理事長、公益財団法人東京都サッカー協会評議員・財務委員、東京都社会人サッカー連盟運営委員を兼務する。
2020年には、エリースフットボールクラブは創設50周年を機に、トップチームである「エリース東京FC」のJリーグ入りを目指して、別法人として株式会社エリース東京を設立して活動を進めている。

## 関連人物
- 田嶋幸三（立教大学体育会サッカー部元コーチ、日本サッカー協会会長）
- 城福浩（エリースFC元選手、Jリーグ監督）
- 廣崎圭（エリースFC元選手、琉球フットボールクラブ副社長）